# Charles Morland Agnew
Charles Morland Agnew (14 décembre 1855 - 23 mai 1931) est un marchand d'art et philanthrope britannique.

## Biographie
Il est le deuxième fils de William Agnew, 1er baronnet et de son épouse, Mary Kenworthy. Il fait ses études à Rugby School avant de s'inscrire au Trinity College de Cambridge en 1874.
Il commence à jouer au rugby à la Rugby School et est jugé assez bon pour jouer pour l'Université de Cambridge, remportant deux « Blues » sportifs en participant au Varsity Match en 1875 et 1876. Ses frères George et Walter ont également représenté l'Université de Cambridge au rugby. Agnew obtient son BA en 1879 et sa maîtrise ès arts en 1883.
Pendant la Première Guerre mondiale, Agnew travaille pour la Société de la Croix-Rouge dans le département des blessés et des disparus et, en 1918, il est investi comme Officier de l'Ordre de l'Empire britannique (OBE).
En 1921, Agnew finance la construction de la maison de retraite Evelyn sur un terrain appartenant au Trinity College de Cambridge. La construction de l'hôpital coûte 27 000 £ et est offerte en guise de remerciement après une opération réussie sur sa femme. L'hôpital appartient désormais à Nuffield Health. En 1930, Agnew est haut shérif du Hertfordshire.

## Vie privée
En 1881, il épouse Evelyn Mary Naylor, fille de William Naylor. Ils ont six enfants.
- Charles Gerald Agnew (né en 1882), père de Geoffrey Agnew
- Emily Margaret Agnew (1884-1941)
- Kenneth Morland Agnew, (1886-1951)
- Alan Graeme Agnew (1887-1962)
- Hugh Ladas Agnew (1894-1975)
- William Gladstone Agnew (1898-1960) amiral

Il décède le 23 mai 1931 à Croxley Green. Evelyn est décédée un an plus tard et leurs cendres sont dispersées sur le terrain de l'hôpital de soins infirmiers Evelyn.